# 龍華寺 (横浜市)
龍華寺（りゅうげじ）は、神奈川県横浜市金沢区洲崎町にある真言宗御室派の準別格本山。山号は知足山。本尊は大日如来。本山は、京都市仁和寺。天正19年（1591年）、徳川家康が当寺に宿泊した際、誤って「りゅうげんじ」と奏上されたが、家康は「立源氏」とは縁起が良い、と喜び寺領5石を寄進した。それ以後、江戸時代を通じて公儀（寺社奉行）に対しては「龍源寺」と名乗り。地元でもそのように呼ばれている。ただし、本山や宗門関係の公文書には本来の「龍華寺／龍花寺」の寺号を用い、明治時代になって公私ともに龍華寺に復した。

## 歴史
明応8年（1499年）、印融の弟子であった融辨が開山となり、荒廃していた六浦浄願寺と金沢光徳寺を併合して新たな寺地を求め、創建された。開基は扇谷上杉氏の重臣であった菅野資方。
『龍源寺略縁起』によれば、前身となった六浦浄願寺は、瀬戸神社の別当寺で、文治年間（1185年-1190年）、源頼朝が伊豆の三島明神を当地に勧請し、文覚が別当となったという。龍華寺旧蔵の「涅槃図」(土浦市高岡法雲寺所蔵)軸木銘によれば、武州六浦庄内に「蔵福寺」という寺院があり、文和3年（1354年）に別当の浄願坊円慶が大勧進となって涅槃図を造ったという。嘉吉4年（1444年）に「浄願寺」と改称し、文明10年（1478年）の兵火により焼失し、「金沢町屋」に寺籍を移し、龍華寺としたという(以上融辨の筆)。この史料から、浄願寺が実在したことは確実であるが、その実像は謎に包まれている。上行寺東遺跡がその旧地にあたる可能性が高い。
龍華寺のもう一つの前身である金沢光徳寺は、現在の龍華寺の近くにあったものと考えられるが、所在地に関する確実な伝承はない。鶴岡八幡宮二十五坊に伝来した古文書によれば、観応3年（1352年）9月3日に足利尊氏が「武蔵国金沢郷光徳寺」を祈願所として安堵しており、それだけの格式をもった古刹であったことが知られる。以後、鎌倉公方歴代の尊崇を受け、特に足利氏満の護持僧として活躍した鶴岡八幡宮明王院主の頼印が金沢光徳寺を管領し、永徳3年（1383年）には当寺に閑居したことから、公方の来臨を受けて結縁灌頂が開催されるなど、鎌倉府・鶴岡八幡宮に直結する権門寺院として高い寺格を誇ったらしい。室町時代の関東の真言密教の高僧として知られる印融も当寺に止住し、融辨に法を授けたことがあり、教学活動も活発であった。しかし、光徳寺が痕跡も残さずに消滅し、龍華寺に吸収されたことから考えると、光徳寺は明応地震とそれにともなう大津波・高潮によって、海岸に近い境内を失った可能性が高い。江戸時代には龍華寺の塔頭として光徳寺の名跡を残し、本尊は善光寺式阿弥陀三尊像（金銅製、鎌倉時代作）であった。
龍華寺は、六浦庄(ほぼ現在の金沢区と同じ領域)内に分布する真言宗御室派の二十五ヶ寺の上に立つ中本山として、同派の中では有力な寺院であった。その起源はおそらく、鎌倉時代前期に武蔵国六浦庄が仁和寺勝宝院領であったことにさかのぼる。勝宝院は、源頼朝の庶子であった貞暁が院主となった仁和寺の重要な院家で、貞暁の後は、西園寺家出身の道勝・道耀兄弟が相次いで院主となっている。建治3年（1277年）11月13日の関東下知状（仁和寺御経蔵文書）によれば、このとき「武蔵六連庄」の替として備中国巨勢庄の預所・地頭両職が勝宝院に安堵されており、前年の北条実時の死去を受けて、この時点で初めて金沢北条氏が六浦庄を完全に掌中に収めたものと見られる。したがって、それまで六浦庄を管理していた仁和寺勝宝院の現地支配機関である政所が、寺院化して光徳寺となった可能性が考えられる。
創立当初の龍華寺は、扇谷上杉氏の家臣である菅野氏（本尊造立・伽藍建立）や古尾谷氏（梵鐘寄進）らに支えられたが、戦国時代末期には、地元の土豪である山口氏一族が旦那となり、江戸時代に入ってからは、野島に居を構えた泥亀（でいき）永島家の菩提寺として外護を受け、称名寺・瀬戸神社と並ぶ金沢屈指の寺社として栄えた。
龍華寺は文政9年（1826年）3月19日の火災で伽藍を焼失しているが、永島亀巣によって再建され、さらに関東大震災による倒壊を経て現在にいたる。宝物類は焼失を免れ、奈良時代の脱活乾漆造の菩薩像をはじめ、小振りながら各時代の彫刻が揃う。また絵画作品にも優品が多く、多量の聖教・古文書も鎌倉・金沢地域の歴史と文化を探るための貴重な資料として、文化財に指定されている。

## 名物・年中行事
- 泥亀永島家を記念して、境内にボタンが植えられ、春（4月下旬 - 5月上旬）には「ぼたん祭」が開催され賑わう。
- 近年始められた「金沢七福神」では大黒天を祭り、新春には多くの参詣客が巡拝する。

## 所在地・アクセス
- 神奈川県横浜市金沢区
- 京浜急行金沢文庫駅または金沢八景駅から徒歩 約15分。

## 文化財
- 神奈川県指定文化財：梵鐘
- 横浜市指定有形文化財：大日如来坐像（本尊）・弥勒菩薩坐像（旧本尊、明応9年（1500）菅野資方願文納入）・脱活乾漆造菩薩半跏像（天平仏）・地蔵菩薩坐像（大永4年（1524年）、山口一族造立銘あり）・阿弥陀如来坐像・龍頭鷁頭・絹本著色融辨和尚像・絹本著色不動明王立像（伝太田道灌寄進）・刺繍諸尊集会像・龍華寺聖教（4686点）

## 周辺
- 金沢八景
- 称名寺
- 瀬戸神社

## 関連文献
- 「洲崎村 龍源寺」『新編武蔵風土記稿』 巻ノ74久良岐郡ノ2、内務省地理局、1884年6月。NDLJP:763985/97。
- 河井恒久 等 編「巻之八 龍華寺」『新編鎌倉志』 第5冊、大日本地誌大系刊行会〈大日本地誌大系〉、1915年、144頁。NDLJP:952770/87。